# Лапароскопска хирургија у урологији
Лапароскопска хирургија у урологији једна је од области лапароскопске хирургије која се заснива на примени минимално инвазивних хируршким метода за делимчно или радикално уклањање или лечење оболелог бубрега или неког другог органа у мокраћно-полном систему. Може се комбиновати и са трансплантацијом органа. Осим што значајно побољшава квалитет живота болесника са акутним и хроничним уролошким болести, лапароскопска хирургија омогућава мањн трауму болесника бржи опоравак и значајне финансијске уштеде за друштво у целини.
Изводи се употребом лапароскопа (танких флексибилних цеви са хладним светлом, камером са пратећом видео опремом), и друге високософистициране опреме. У трбух, преткодно анестезираног пацијента, уводи се неколико хируршких инструмената, уз помоћ којих се на минимално инвазиван (безболан и недеструктиван) начин уклања оболео орган, или њеагов оболели део. а према потреби имплантира орган донора. Зато нпр. лапароскопска трансплантација бубрега све више добија на популарности.

## Историја
- Уролози су били међу првима који су користили ендоскопски трансуретрални приступ још од краја 19. века.[3]
- Такође уролози су били међу првим хирурзима који су усвајили лапароскопску хирургију као једну од метода избора у лечењу бројних уролошких болести.
- Данас је са готово сваки отворен хируршки захват може извести лапароскопски.
- 2000. године у САД регистрован је први роботизовани оперативни систем.
- Данас је роботска хирургија саставни део модерне урологије тако да се нпр. у Сједињеним Америчким Државама простатектомија обавља углавном применом робота.[4]
- Медицинска наука и техника све више напредује и у будућности нас чека чека н убрзан развој операције путем природних отвора (енгл. Natural Orifice Transluminal Endoscopic Surgery).[5][6]

## Методе у уролошкој лапароскопској хирургији
Стални технолошки напредак омогућио је данас дијагностичке и терапијске процедуре у урологији са користећи минимално инвазивне технике. Овај приступ постиже исту ефикасност као и отворене хируршке процедуре, али са значајним смањењем бола и трајањем опоравка. Минимално инвазивна хирургија (скраћено МИК) укључује пуно мањи оперативни рез јер омогућава терапеутски поступк без оперативног реза, и пружа низ других погодности: 
- краћи боравак у болници,
- мањи постоперативни бол што умањује потребу за аналгезија,
- мањи губитак крви,
- бољи естетски ефекат,
- бржи повратак у нормалне радне активности.

Поред наведеног ова метода има, што је најважније, исти клинички ефекат третмана као и традиционални хируршки приступ. 

### Болест бубрега
- Једноставна лапароскопска нефектомија
- Лапароскопско уклањање бубрежних циста
- Лапароскопска биопсија бубрега
- Лапароскопска нефропексија.
- Делимична лапароскопска нефректомија
- Радикална лапароскопска нефектомија.[7]
- Радикална лапароскопска нефроуректомија.

### Болести бубрега и уретера
- Лапароскопска пластична операција бубрежне карлице.[8]
- Лапароскопско уклањање камена у уретри,
- Лапароскопски третман уретре
- Лапароскопска уретеронеоцистостомија

### Болести надбубрежне жлезде
- Лапароскопско уклањање надбубрежне жлезде.[9]

### Болести простате
- Радикална лапароскопска простатектомија.[10]

### Болести мокраћне бешике
- Радикална лапароскопска цистектомија са лимфаденектомијом и могућношћу стварања ортотопске илеална замене мокраћне бешике
- Лапароскопски дивертикулитис,

### Болести тестиса
- Лапароскопски третман варикокеле.
- Радикална лапароскопска ретроперитонеално лимфаденектомија код рака тестиса

### У случају пада дна карлице и уринарне инконтиненције код жена
- Лапароскопска сакро-липопротекција према Буршу

### Друге болести
- Лапароскопско лечење препонске киле.[11]
- Лапароскопско лечење ретроперитнеалне лимфоденопатје.[12]